# Cogn
Cogn är en bergstopp i Schweiz.   Den ligger i distriktet Blenio och kantonen Ticino, i den sydöstra delen av landet, 130 km sydost om huvudstaden Bern. Toppen på Cogn är 2 166 meter över havet, eller 80 meter över den omgivande terrängen. Bredden vid basen är 2,2 km.
Terrängen runt Cogn är huvudsakligen mycket bergig. Närmaste större samhälle är Biasca, 7,4 km sydost om Cogn. 
I omgivningarna runt Cogn växer i huvudsak blandskog. Runt Cogn är det ganska glesbefolkat, med 50 invånare per kvadratkilometer.